# Don Jon
Don Jon – amerykański komediodramat z 2013 roku w reżyserii i według scenariusza Josepha Gordona-Levitta, będący jego pełnometrażowym debiutem. Obraz został wyprodukowany przez Relativity Media. Zdjęcia kręcono w Los Angeles i New Jersey.
Światowa premiera filmu miała miejsce 18 stycznia 2013 roku podczas Festiwalu Filmowego Sundance. Premiera filmu odbyła się w Stanach Zjednoczonych 27 września 2013 roku, natomiast w Polsce 15 listopada 2013 roku.

## Opis fabuły
Film opowiada historię Jona Martello (Joseph Gordon-Levitt), Amerykanina włoskiego pochodzenia, który jest współczesnym Don Juanem. Uzależniony od seksu podrywacz nie potrafi się zaangażować w żaden związek, a prawdziwą satysfakcję odczuwa tylko wtedy, gdy samotnie ogląda filmy pornograficzne. Pewnej nocy Jon poznaje w klubie piękną romantyczkę Barbarę (Scarlett Johansson) i zakochuje się w niej. Kiedy kobieta dowiaduje się o jego uzależnieniu od pornografii, żąda, aby skończył z nałogiem. Mężczyzna nie zamierza jednak zaprzestać oglądania filmów pornograficznych, ukrywa przed nią fakt i obiecuje jej poprawę. Gdy partnerka odkrywa jego kłamstwo, postanawia zakończyć z nim związek. Jon znajduje pocieszenie w ramionach Esther (Julianne Moore) – nauczycielki w średnim wieku.

## Obsada
- Joseph Gordon-Levitt jako Jon "Don Jon" Martello Jr.
- Scarlett Johansson jako Barbara Sugarman
- Julianne Moore jako Esther
- Tony Danza jako Jon Martello Sr.[7]
- Glenne Headly jako Angela Martello
- Brie Larson jako Monica Martello[7]
- Rob Brown jako Bobby
- Jeremy Luke jako Danny
- Paul Ben-Victor jako ksiądz
- Anne Hathaway jako Emily Lombardo, aktorka z filmu "Special Someone"
- Channing Tatum jako Conner Verreaux, aktor z filmu "Special Someone"

i inni